# Transmeta
Transmeta (NASDAQ: TMTA) — американская компания, разработчик передовых микропроцессоров и держатель патентного портфолио по микропроцессорным технологиям.
Компания была основана в 1995 году совместно Бобом Чмеликом, Дэйвом Дитцелом, Колином Хантером, Эдом Келли, Дугом Лэйердом, Малкольмом Уингом и Греггом Зайнером, с целью создания процессоров, основанных на технологиях VLIW и морфинге программного кода.
Всего было создано два таких процессора: Crusoe и Efficeon. Низкое потребление энергии и малое выделение тепла позволяет использовать эти процессоры в ультрапортативных ноутбуках, TabletPC, блейд-серверах, а также бесшумных ПК.
Прекратила существование в 2008 году.

## История развития
В начале развития компании было непонятно, какие цели она преследует. Сайт в Интернете появился в середине 1997 года, но в течение последующих двух с половиной лет он не содержал никакой информации. Через некоторое время стало известно, что компания разрабатывает VLIW-процессор, способный переводить инструкции x86 в собственный программный код. Поскольку запланированный Intel процессор под названием Merced (Itanium) также был основан на VLIW и трансляции кода х86, возникли слухи о том, что новый чип Transmeta будет обладать производительностью суперкомпьютера, будучи при этом дешевле в производстве, чем процессоры Intel, AMD и Cyrix.

### Crusoe
В пресс-релизах Transmeta говорилось о революционном предложении для рынка экономичных устройств и о предстоящем лидерстве среди х86-совместимых процессоров. Однако первые же испытания новинки обнаружили значительное отставание в производительности. Новый микропроцессор был представлен публике под названием «Crusoe» в январе 2000 года, но изготовление реальных микросхем началось позже. К сожалению, первые выпущенные процессоры страдали от технологических недоработок и задержек в производстве, что повлекло за собой финансовые потери, и серию перестановок в менеджменте компании.
Тем временем рынок не стоял на месте: Intel и AMD после успешного прибавления вычислительной мощности вплотную занялись вопросами потребляемой энергии, так что для выходящей новинки оставался сегмент экономичных и компактных устройств с невысокой производительностью и малыми объемами производства.

### Efficeon
Transmeta отреагировала поспешным редизайном устройства и выпуском новой модели «Efficeon» (анонсирована в августе 2003 года, выпуск с осени того же года), которая обладала вдвое более высокой производительностью. Тем не менее, даже она значительно отставала от конкурентов, при этом сложность чипа значительно возросла. Большие размеры и потребление энергии подрывало главное конкурентное преимущество Transmeta.

### Линус Торвальдс и другие
За время своего существования компания несколько раз заключала контракты с известными фигурами в IT, например, Линусом Торвальдсом и Дейвом Тейлором. Цели сотрудничества не раскрывались, что подогревало догадки и теории, и в результате создало компании прекрасную возможность для запуска сенсаций.
Линус Торвальдс работал в корпорации с 1997 по 2003 год. Он покинул компанию в июне 2003 года, чтобы сосредоточиться на продолжении развития ядра Linux.
К этому времени у компании сформировалось значительное патентное портфолио, которое вызывало предположения о её покупке более крупными игроками рынка, например, AMD или Microsoft. Примером чрезмерного внимания средств массовой информации служит редакционная статья в журнале «Upside», назвавшая Transmeta «самой важной компанией в Кремниевой долине». При этом компания никогда не была прибыльной: в 2002 году её убытки составили 114 млн $, в 2003 году — 88 млн $, в 2004 году — 107 млн $.

### Переориентирование на патенты
К январю 2005 года стало известно, что компания приняла решение о стратегическом переориентировании из производства процессоров в область исключительно патентного права. Таким образом, Transmeta сосредоточилась на продаже прав на технологии другим производителям микросхем. Февраль 2005 года ознаменовался резким всплеском слухов о предстоящей покупке Transmeta фирмой AMD. В марте 2005 года было объявлено о сокращении 68 сотрудников, что привело к уменьшению штата до 208 человек. Примерно половина из них занялась внедрением технологии сбережения энергии LongRun2 в продукты компании Sony, которая была крупнейшим потребителем патентованных технологий Transmeta.
31 мая 2005 года было объявлено о приобретении активов Transmeta и лицензионных соглашениях со стороны гонконгской компании «Culture.com Technology Limited» (руководитель Чу-Бонг-Фу, один из влиятельных деятелей китайской компьютерной промышленности), однако в результате задержек необходимых разрешений Американской торговой палаты сделка была расторгнута 9 февраля 2006 года.
11 октября 2006 года Transmeta объявила, что возбуждает иск против Intel Corporation по поводу нарушения десяти патентов, зарегистрированных в США. Иск, поданный в региональный суд штата Делавэр, требовал прекращения продажи изделий, нарушающих патент, и выплаты денежной компенсации. Предполагалось, что Intel будет выплачивать Transmeta 250 млн $ в урегулирование патентного иска.

### Прекращение деятельности
7 февраля 2007 года инженерное подразделение компании было закрыто, 75 сотрудников уволены. Было объявлено, что компания больше не будет заниматься разработкой и продажей микросхем, а сосредоточит свои усилия на развитии и лицензировании интеллектуальной собственности.
6 июля 2007 года AMD объявила о вложении $7,5 млн в Transmeta в обмен на её акции и лицензирование части технологий. Президент AMD Дирк Мейер назвал Transmeta ключевым партнером по энергосберегающим технологиям.
Осенью 2008 года компания Transmeta была куплена американской компанией Novafora, занимавшейся проектированием видеопроцессоров. Патенты были проданы компании Intellectual Ventures. В августе 2009 года Novafora прекратила свою деятельность в результате банкротства.

## Технологии
Процессоры, разработанные компанией, являются VLIW-процессорами. Чтобы выполнять код, написанный для х86, им приходится использовать программный транслятор, который компилирует или переводит команды, опираясь при этом на довольно гибкую логику. Подобные технологии существовали в 1990-е годы (например, WABI у Sun, FX!32 для Alpha, IA-32 EL в Itanium), но Transmeta преследовала гораздо более амбициозную цель — эмулировать все инструкции набора х86, от простейших загрузочных до новейших мультимедийных, при этом сохраняя высокую производительность.
Подобный подход позволял получить следующие преимущества:
- по мере того, как лидеры рынка Intel и AMD расширяли бы набор инструкций х86, их расшифровка процессором могла быть легко внедрена в процессор методом простого обновления его транслирующей программы;
- баланс между потреблением энергии и производительностью мог быть легко настраиваемым программно;
- ошибки в аппаратуре было легко скорректировать с помощью программных заплат;
- инженерные усилия могли быть потрачены на улучшение ядра или уменьшение потребляемой энергии, тогда как другие производители должны были затрачивать их на сохранение аппаратной совместимости с платформой 16-летней давности;
- возникала возможность эмулировать и другие платформы, и даже делать это одновременно (на церемонии представления процессора Crusoe было продемонстрировано одновременное выполнение команд х86 и pico-Java).

До выпуска Crusoe были популярны слухи о том, что эти преимущества позволят Transmeta выпустить гибридный процессор, поддерживающий PowerPC и х86, однако в реальности усилия компании были направлены только на рынок экономичных устройств, совместимых с х86.
Способность к программному апгрейду была продемонстрирована в 2002 году путём простой замены программы в процессоре, работающем в TabletPC модели HP Compaq TC1000. Позднее в 2004 году таким же способом процессор Efficeon получил поддержку бита NX и команд SSE3. На практике, поставщики оборудования не спешили распространять обновления внутреннего транслятора, чтобы не увеличивать расходы на поддержку устройств и избежать составления соответствующих руководств для пользователя, так как это не приносило дополнительной прибыли.

## Эффективность технологии
Доверие к компании и её технологиям было серьёзно подорвано низкой производительностью и недостаточной экономичностью выпущенного процессора Crusoe. Измерения показали, что он действительно потребляет больше энергии, чем конкурирующие изделия Intel и AMD. Однако это лишь незначительно улучшало показатели работы устройства в целом. Во-первых, технология трансляции и оптимизации кэша недооценивала разницу между измерительными тестами и реальными программами, ведь тесты занимали немного места и представляли собой повторяющиеся участки кода.
Затраты на трансляцию и являлись главной причиной недостаточной производительности. Одновременно с этим, простое VLIW-ядро процессора было не в состоянии конкурировать в области математических расчетов, а «южный мост» (интерфейс ввода-вывода и связи с другими устройствами) обладал слишком низкой пропускной способностью для высококачественной графики или интенсивного обмена данными. Выяснилось, что некоторые тестирующие программы даже не смогли запуститься, так что полная совместимость с х86 оказалась под вопросом.
Выпущенный позже Efficeon исправил многие недостатки Crusoe, а также продемонстрировал вдвое большую производительность на реальных приложениях. Размер его кремниевой подложки при том же технологическом процессе был значительно меньше, чем у Pentium 4 и Pentium M. Например, при 90-нм процессе он составлял 68 мм², то есть 60 % от площади Pentium 4 (112 мм²), несмотря на то, что оба процессора содержали по 1 МБ кэш-памяти.
Многие наблюдатели не понимали главного принципа — изделия Transmeta предназначались для устройств с чрезвычайно низким потреблением энергии, и пытались сравнивать их с другими процессорами семейства х86. Например, было замечено, что производительность уступает Intel Pentium M (Banias) и AMD Mobile Athlon XP. Также существовало необоснованное утверждение, что Efficeon превосходит по тактовой частоте (1,5 ГГц) другие процессоры аналогичной электрической мощности (7 Вт и 12 Вт). Для сравнения, Centrino при потребляемой мощности в 7 Вт вынужден был снижать рабочую частоту до 1,1 ГГц. Но такие сравнения не учитывали другие важнейшие характеристики производительности: затрачиваемые циклы тактовой частоты на каждую команду, производительность подсистемы памяти и её пропускную способность, от которых также в различной степени зависела общая производительность. Выигрыш за счет снижения только потребления процессора был мало заметен в общей картине, поскольку другие компоненты портативного компьютера расходуют достаточно много энергии (особенно LCD и HDD).